# Teorema fondamentale del poker
Con l'espressione teorema fondamentale del poker si indica questo enunciato di David Sklansky:
(Teorema fondamentale del poker)
Sebbene sia indicato nel linguaggio comune come teorema, esso non può essere definito tale. In ogni caso questo enunciato si basa su dei solidi principi matematici: nel poker ogni decisione è basata sul concetto di valore atteso. Nel poker generalmente i giocatori possono puntare o rilanciare, accettare una puntata o non piazzarne alcuna e hanno sempre la possibilità di ritirarsi dalla mano. La scelta giusta e la quantità di gettoni da investire è quella che più aumenta il valore atteso.

## Contenuto
L'enunciato afferma semplicemente che conoscendo le carte del proprio avversario si ha sempre la certezza della scelta giusta da fare per vincere nel lungo termine. Ne risulta quindi che una capacità fondamentale del giocatore di poker è la "lettura dell'avversario" (read), ossia la capacità di individuare il "range" dell'avversario, ossia di capire con quale ventaglio di carte sta giocando o addirittura capire con precisione quali siano. Di contro è altrettanto importante riuscire a impedire al giocatore avversario di capire il proprio range e in generale il proprio gioco. Riassumendo, l'enunciato suggerisce che per vincere bisogna trarre in inganno l'avversario facendogli fare degli errori.

## Collusione implicita
Il teorema fondamentale, però, manca di efficacia quando si sta parlando di piatti multi-way, ossia quando non si gioca contro un solo avversario. Questo a causa della cosiddetta collusione implicita, come spiega il teorema di Morton.